# Parafia św. Apostołów Piotra i Pawła w Trzebini
Parafia Świętych Apostołów Piotra i Pawła w Trzebini – parafia należąca do dekanatu Trzebinia archidiecezji krakowskiej. Mieści się przy ulicy ks. Mariana Luzara.
Parafia jest najstarszą w Trzebini. Została po raz pierwszy wzmiankowana w spisie świętopietrza parafii dekanatu Oświęcim diecezji krakowskiej z 1326 jako Trebina.
Kościół parafialny został zbudowany w latach 1928–1975.